# Ichiro Ogimura
Ichiro Ogimura (Itō, Shizuoka; 25 de junio de 1932-Tokio; 4 de diciembre de 1994) fue un jugador profesional de tenis de mesa japonés, ganador del Campeonato Mundial de Tenis de Mesa de 1954 y 1956, celebrados en Londres y Tokio, respectivamente.
Ogimura es también una figura importante de la diplomacia del ping-pong, un intercambio de partidas de tenis de mesa entre jugadores chinos y estadounidenses a comienzos de la década de 1970, las cuales tuvieron destacables implicaciones políticas posteriores. De hecho, este suceso marcó el comienzo del deshielo en las relaciones entre la China comunista y los Estados Unidos, además de que pavimentó el camino para la histórica visita al país asiático realizada en 1972 por el entonces presidente Richard Nixon.
También fue presidente de la Federación Internacional de Tenis de Mesa, desde 1987 hasta su fallecimiento en 1994. Fue incluido en el salón de la fama de la ITTF en 1997.